# Monte Camiguin de Babuyanes
Il Camiguin de Babuyanes è uno stratovulcano attivo delle Filippine alto 712 m.s.l.m. che occupa l'estremità sud-occidentale dell'isola di Camiguin, parte dell'arcipelago delle Babuyan, nella Provincia di Cagayan, nell'estrema parte settentrionale dello Stato asiatico.
Il Camiguin de Babuyanes è un complesso costituito di andesite con un diametro alla base di circa 3,5 km e che è parte di un sistema di edifici vulcanici presenti sull'isola, lunga 22 km: nella parte settentrionale sono presenti i coni del Minabul e del Caanoan; la parte meridionale vede allineati i tre edifici vulcanici del Camiguin, del Monte Malabsing e del Monte Pamoctan.
Le pendici del Camiguin, interamente ricoperte di foresta, ospitano alcune fumarole e una fonte di acqua bollente all'altezza della superficie del mare. L'unica eruzione nota in epoca storica, di tipo fretico, risale al 1857. Indagini su sospette attività anomale sono state condotte nel 1991 e nel 1993 senza rilevare alcun segno di un risveglio dell'attività vulcanica.